# 尼羅河項鱨
尼羅河項鱨，為輻鰭魚綱鯰形目脂鱨科的其中一種，為熱帶淡水魚，分布於非洲尼羅河、尼日河、塞內加爾河與乍得湖流域，體長可達54公分，棲息在植被生長的底層水域，以軟體動物、昆蟲、魚類等為食，生活習性不明，可做為食用魚及觀賞魚。